# Мемориален център на Холокоста Бабин Яр
Мемориалният център на Холокоста „Бабин Яр“ (Бабий Яр) (на украински: Меморіальний центр Голокосту „Бабин Яр“) е образователна институция, която документира и отдава почит на разстреляните евреи през септември 1941 година и пазят паметта за Холокоста в Източна Европа. На 29 септември 2016 година президентът на Украйна Петро Порошенко заедно с други общественици и филантропи инициират създаването на Мемориалния център в Бабин Яр.

## История
На 29 – 30 септември 1941 година, в пролома на територията на Киев Бабин Яр нацистите избиват за два дни повече евреи отколкото във всяко друго клане – 33 771 души. Общо от 29 септември 1941 до октомври 1943 година са избити приблизително 100 000 души във или около Бабин Яр. Сред хората, включени в Шуцманшафт батальони 118 и 115, са украински участници в клането в Бабин Яр.
На 29 септември 2016 година президентът на Украйна Петро Порошенко заедно с други общественици и филантропи инициират създаването на Мемориалния център в Бабин Яр. В кръга на инициаторите е и бившият председател на ЮНЕСКО Ирина Бокова. На церемонията присъстват Порошенко и кметът на Киев Виталий Кличко. По мнението на Порошенко, създаването на Мемориала на Холокоста може да се превърне в символ на обединението на нацията и пример за следване от целия свят.
На 29 септември 2021 трима президенти – на Украйна Володимир Зеленски, на Германия Франк-Валтер Щайнмайер, и на Израел Ицхак Херцог се събират пред мемориала по повод 80 години от събитията. Официално е открита 40-метрова структура, наречена „Кристалната стена на плача“, дело на авторката на перформативно изкуство Марина Абрамович.
На 1 март 2022 година по време на руското нападение над Украйна, районът на Бабин Яр, където има телевизионна кула, е ударен от руски ракетни оръжия и снаряди по време на Битката за Киев, при което загиват поне петима души. Израелски лидери като външният министър Яир Лапид и Министър на диаспората Нахман Шай също заклеймяват нападението. Украинският президент Володимир Зеленски, който е с еврейско потекло и членове на семейството му са избити в Холокоста, и Андрий Ермак, председател на президентската служба, също заклеймяват атаката , а Зеленски пише в свой пост в Туитър:
| „ | Какъв е смисълът 80 години да казваш „никога повече“, след като думите са безсилни, когато бомбите падат в Бабин Яр? Историята се повтаря. | “ |